# Prix Raoul-Ballière
Le prix Raoul-Ballière est une course hippique de trot monté qui se déroule au mois de décembre sur l'hippodrome de Vincennes à Paris.
C'est une course de Groupe II réservée aux chevaux de 3 ans, hongres exclus, ayant gagné au moins 13 000 €.
Elle se court sur la distance de 2 175 mètres (grande piste). L'allocation s'élève à 120 000 €, dont 54 000 € pour le vainqueur.
Créée en septembre 1910 sur l'hippodrome de Saint-Cloud, la course honore la mémoire de Raoul Ballière (1857 à Colombelles - juillet 1909), propriétaire, éleveur et jockey de trot, de plat et d'obstacle, père de René et Henri Ballière,. Cette famille a marqué le trot français.

## Palmarès depuis 1964
| Année | Vainqueur          | Père               | Jockey                   | Entraîneur                  | Distance | Réd.km |
| ----- | ------------------ | ------------------ | ------------------------ | --------------------------- | -------- | ------ |
| 2024  | Lucky Jackson      | Ready Cash         | Alexandre Abrivard       | Nicolas Bazire              | 2 175 m  | 1'11"8 |
| 2023  | Kapaula de l'Épine | Discours Joyeux    | Éric Raffin              | Jérémy-Gaston Van Eeckhaute | 2 175 m  | 1'12"5 |
| 2022  | Joyner Sport       | Dollar Macker      | Alexandre Abrivard       | Philippe Allaire            | 2 175 m  | 1'12"3 |
| 2021  | Ici C'est Paris    | Dollar Macker      | David Thomain            | Philippe Allaire            | 2 175 m  | 1'12"4 |
| 2020  | Hope on Victory    | Booster Winner     | Matthieu Abrivard        | Jean-Philippe Monclin       | 2 175 m  | 1'12"3 |
| 2019  | Gangster du Wallon | Let's Go Along     | Benjamin Rochard         | Damien Lecroq               | 2 175 m  | 1'13"4 |
| 2018  | Feeling Cash       | Ready Cash         | Yoann Lebourgeois        | Philippe Allaire            | 2 175 m  | 1'12"9 |
| 2017  | Évidence Roc       | Paris Haufor       | Émilie Le Beller         | Émilie Le Beller            | 2 175 m  | 1'13"5 |
| 2016  | Dragon du Fresne   | Saphir Castelets   | Alexandre Abrivard       | Laurent-Claude Abrivard     | 2 175 m  | 1'13"9 |
| 2015  | Câline des Plages  | Scipion du Goutier | Franck Nivard            | Franck Leblanc              | 2 175 m  | 1'13"8 |
| 2014  | Booster Winner     | Love You           | Éric Raffin              | Sébastien Guarato           | 2 175 m  | 1'13"5 |
| 2013  | Asana Trembladaise | Kuadro Wild        | Anthony Dollion          | Anthony Dollion             | 2 175 m  | 1'14"6 |
| 2012  | Vipsie Griff       | Gros Grain         | Éric Raffin              | Sébastien Guarato           | 2 175 m  | 1'13"5 |
| 2011  | Un Gergaud         | Quadrophenio       | David Thomain            | Daniel Bethouart            | 2 175 m  | 1'14"1 |
| 2010  | Tonkin de Bellouet | Joyau d'Amour      | Matthieu Abrivard        | Fabrice Souloy              | 2 175 m  | 1'14"7 |
| 2009  | Surabaya Jiel      | Goetmals Wood      | Nathalie Henry           | Jean-Luc Dersoir            | 2 175 m  | 1'13"1 |
| 2008  | Rockeuse du Rib    | Elvis de Rossignol | Jean-Loïc-Claude Dersoir | Joël Hallais                | 2 175 m  | 1'14"1 |
| 2007  | Quelle Folle       | Achille            | Franck Nivard            | Jean-Michel Baudouin        | 2 175 m  | 1'13"6 |
| 2006  | Princess Foot      | Arnaqueur          | Thibault Viet            | Patrick Hawas               | 2 850 m  | 1'18"  |
| 2005  | One and Only       | Gros Grain         | Philippe Masschaele      | Éric Huysentruyt            | 2 850 m  | 1'16"9 |
| 2004  | Ninon de Bailly    | Carnac             | Laurent-Claude Abrivard  | Luc Bourgoin                | 2 850 m  | 1'19"1 |
| 2003  | Mon Jeu Diam       | Big Prestige       | Matthieu Abrivard        | Patrick Thibout             | 2 700 m  | 1'19"5 |
| 2002  | Lune du Dollar     | Elio Josselyn      | Gilles Delacour          | Xavier Guibout              | 2 700 m  | 1'19"7 |
| 2001  | Kitcho d'Écajeul   | Sancho Pança       | Michel Lenoir            | Jean-Luc Janvier            | 2 700 m  | 1'19"3 |
| 2000  | Jonquille du Rib   | Tout Bon           | Jean-Loïc-Claude Dersoir | Joël Hallais                | 2 700 m  | 1'19"6 |
| 1999  | Ibis Blue          | And Arifant        | Yves Dreux               | Jan Kruithof                | 2 700 m  | 1'19"4 |
| 1998  | Holly du Locton    | Viking's Way       | Jean-Paul Piton          | Philippe Allaire            | 2 700 m  | 1'18"  |
| 1997  | Gai Brillant       | Podosis            | Jean-Philippe Mary       | Philippe Allaire            | 2 725 m  | 1'17"4 |
| 1996  | Fanion du Coq      | Rokardo            | Philippe Gillot          | Philippe Gillot             | 2 700 m  | 1'19"7 |
| 1995  | Éclair de Vandel   | Sancho Pança       | Jean-Loïc-Claude Dersoir | Joël Hallais                | 2 700 m  | 1'21"5 |
| 1994  | Dresden            | Tarass Boulba      | Jean-Philippe Mary       | Jean-Étienne Dubois         | 2 700 m  | 1'25"  |
| 1993  | Careen River       | Minou du Donjon    | Jean-Philippe Mary       | Philippe Allaire            | 2 700 m  | 1'22"3 |
| 1992  | Boadicée de Béval  | Minou du Donjon    | Yves Dreux               | Ali Hawas                   | 2 650 m  | 1'20"1 |
| 1991  | A Novo             | Indien Rapide      | Pascal-André Geslin      | Antoine-Paul Bezier         | 2 650 m  | 1'20"7 |
| 1990  | Viking de Crépon   | Tony M             | Pascal-André Geslin      | Laurent Leduc               | 2 650 m  | 1'21"5 |
| 1989  | Ursulo de Crouay   | Mivus              | Philippe Gillot          | Joël Hallais                | 2 675 m  | 1'21"  |
| 1988  | Traveller          | Jacques des Blaves | Alain Laurent            | Michel Govignon             | 2 650 m  | 1'21"9 |
| 1987  | Speed Clayettois   | Joachim            | Yves Dreux               | Ali Hawas                   | 2 675 m  | 1'21"5 |
| 1986  | Ramage             | Firstly            | Alain Sionneau           | Guy-Maurice Dreux           | 2 650 m  | 1'23"9 |
| 1985  | Quel Soro          | Ignifuge           | Alain Laurent            | Pierre Arson                | 2 650 m  | 1'21"8 |
| 1984  | Podosis            | Florestan          | Patrick Chéradame        | Roger Ledoyen               | 2 650 m  | 1'19"7 |
| 1983  | Orfeu Negro        | Valmont            | Bernard Oger             | Léopold Verroken            | 2 250 m  | 1'20"2 |
| 1982  | Nestoriac          | Derjacques         | Yves Dreux               | Ali Hawas                   | 2 725 m  | 1'18"9 |
| 1981  | Mesta              | Ura                | Alain Laurent            | Stig Engberg                | 2 250 m  | 1'21"4 |
| 1980  | La Belle Mika      | Calino             | Jean-Pierre Thomain      | Denis Warin                 | 2 250 m  | 1'21"2 |
| 1979  | Karika             | Réza Grandchamp    | Jean-Claude Hallais      | Jean-Claude Hallais         | 2 250 m  | 1'21"9 |
| 1978  | Joubov             | Amiral Williams    | Michel Chauvin           | Léopold Verroken            | 2 250 m  | 1'22"1 |
| 1977  | Istraeki           | Paléo              | Michel-Marcel Gougeon    |                             | 2 250 m  | 1'21"5 |
| 1976  | Hurgo              | Ursin L            | Jean-Claude Hallais      |                             | 2 250 m  | 1'22"8 |
| 1975  | Gazon              | Quasipyl           | Gérard Mascle            |                             | 2 250 m  | 1'20"2 |
| 1974  | Franc Quito        | Quito              | Gérard Mascle            |                             | 2 250 m  | 1'21"9 |
| 1973  | Enclos             | Rêve d'Amour II    | Yves-Marie Vallée        |                             | 2 250 m  |        |
| 1972  | Detapol P          | Mimoun II          | Alain Sionneau           |                             | 2 250 m  | 1'22"9 |
| 1971  | Chambon P          | Kerjacques         | Alain Sionneau           |                             | 2 250 m  | 1'21"2 |
| 1970  | Bellino II         | Boum III           | René Fabre               |                             | 2 250 m  | 1'21"3 |
| 1969  | À Vau l'Eau        | Kerjacques         | René Fabre               |                             | 2 250 m  | 1'23"  |
| 1968  | Vaccarès II        | Horus L            | Jean Mary                |                             | 2 250 m  | 1'22"5 |
| 1967  | Udanga             | Fandango           | Pierre Giffard           |                             | 2 250 m  | 1'22"1 |
| 1966  | Tornado T          | Iso Williams       | Jean Mary                |                             | 2 250 m  | 1'22"3 |
| 1965  | Suzon II           | Ledollar           | Louis Sauvé              |                             | 2 250 m  | 1'21"6 |
| 1964  | Rêve d'Amour II    | Boum III           | Jean-Éric Thorn          |                             | 2 250 m  |        |
| 1963  | Quito P            | Fandango           | Jean Mary                |                             | 2 250 m  |        |
| 1962  | Pacha Grandchamp   | Fandango           | Gougeon                  |                             | 2 250 m  |        |
| 1961  | Ozo                | Vermont            | François Brohier         |                             | 2 250 m  | 1'20"9 |
| 1960  | Nestoc             | Estoc              | André Rouer              |                             | 2 250 m  | 1'22"5 |
| 1959  | Minarelle H        | Christiana         | Jean Mary                |                             | 2 350 m  | 1'25"1 |
| 1958  | Lourinella         |                    | Maurice Riaud            |                             | 2 350 m  | 1'23"6 |

## Sources
- Pour les conditions de course et les dernières années du palmarès : site de la SETF
- Pour les courses plus anciennes : archives des quotidiens  (Ouest-France, Sud-Ouest…)